# マタドール (カクテル)
マタドール（Matador）とは、テキーラをベースとするカクテルであり、冷たいタイプのロングドリンク（ロングカクテル）に分類される。

## 由来
「マタドール」というのは、「闘牛士」という意味で、特に、ウシにとどめを刺した花形の闘牛士を指す（参考までに、一般的な闘牛士は「トレアドール」と呼ぶ）。しかし、このカクテルの命名の由来については定説がない。

## 標準的なレシピ
- テキーラ ＝ 30ml
- パイナップル・ジュース ＝ 45ml
- ライム・ジュース ＝ 15ml

### 作り方
テキーラ、パイナップルジュース、ライムジュースをシェークする。氷が入っているオールド・ファッションド・グラス（容量180〜300ml程度）に注げば完成である。なお、パイナップルジュースとライムジュースは、その場でパイナップルとライムを絞るのがベストだが、市販のジュースを用いても良い。

### 備考
- ライムジュースの代わりにレモンジュースを使う場合もある[3][4]。
- テキーラ ： パイナップル・ジュース ： ライム・ジュース ＝ 2：3：1 の比率で作るのが基本だが、飲む人の好みに応じて各材料の比率を変えることがある。
- 適切な大きさと形に切ったパイナップルなどを飾ることもある。
- 元々は、レモン・スライスを飾っていた[5]。